# 巴洛克繪畫

《聖馬太蒙召喚 (卡拉瓦乔)》，卡拉瓦乔，1599–1600，圣王路易堂

《夜巡》，倫勃朗，1642，阿姆斯特丹国家博物馆

巴洛克绘画是指巴洛克艺术运动中的绘画流派。巴洛克绘画在1600年左右开始形成气候，在整个17世纪到18世纪初的艺术界都有较大的影响力。其作品特征为富有丰富而浓重的色彩和大面积的阴影。与之前的文艺复兴绘画不同的是，巴洛克画家们更喜欢描绘冲突激烈的场景。
委拉斯凯兹、卡拉瓦乔、伦勃朗、鲁本斯、普桑和弗美尔都是著名的巴洛克画家。明暗对照法使他们最常使用的绘画技巧之一。
巴洛克绘画的繁荣在欧洲各地结出了硕果，著名者如荷蘭黃金時代繪畫，而其风格也因此在不同地区产生了一些差异。